# Rolmops

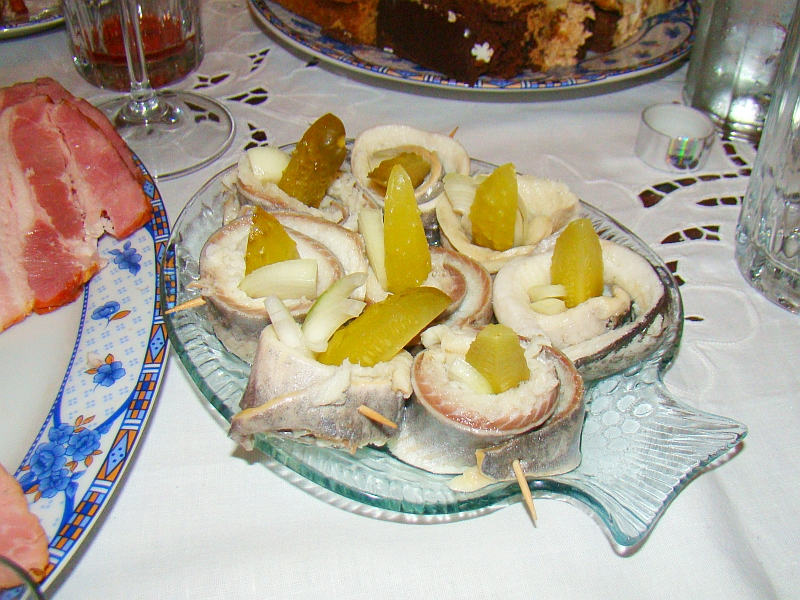
Rolmopsy na stole wigilijnym w Polsce.

Rolmops l. mn. rolmopsy - to danie z marynowanego, zwijanego filetu ze śledzia.   
Wypatroszony, pozbawiony ości, głowy i płetwy ogonowej filet ze śledzia nadziewany jest przyprawami i dodatkami np. pokrojonym w plasterki ogórkiem konserwowym, marchwią  i cebulą.
W polskiej tradycji kulinarnej przed główną zupą podaje się zazwyczaj przystawki, jak śledzik w śmietanie, matjasa lub rolmopsy. 

## Produkcja
Cięte marynowane śledzie były przygotowywane w północnej Europie już od czasów średniowiecza, był to jeden ze sposobów przechowywania i transportu ryb, niezbędnych zwłaszcza w okresach bezmięsnego wielkiego postu oraz Wigilii. Filetowane śledzie, były pakowane w beczki i w ten sposób trafiały do transportu.
Obecnie wymoczone śledzie dzieli się na połówki i oczyszcza z ości. Następnie gotuje się oczyszczoną i pokrojoną w paski marchew. Odsączone z wody połówki śledzia smarowane są musztardą, na którą nakłada się kawałki ogórka wraz z cebulą i marchwią. Całość zwija się w rulon i spina wykałaczką. Gotowe rolmopsy układa się w słojach i zalewa marynatą. Na wierzch wlewa się oliwę. Jedna porcja rolmopsa powinna ważyć ok. 100 g, w tym sam śledź ok. 60 g.

## Etymologia
Polski wyraz rolmops pochodzi od niem. słowa Rollmops.